# Olawunmi Banjo
Olawunmi Banjo (31 luglio 1985) è un'artista nigeriana.
Attualmente vive e lavora a Lagos, Nigeria.

## Biografia
Nata nello stato di Ogun, Olawumni Banjo ha studiato presso la Pan African University di Lagos ed è una delle principali artiste visuali nigeriane.
Nella sua arte grande rilevanza è dedicata ai sentimenti, agli stati d'animo e alle composizioni strutturali delle società.
Olawumni ha approfondito le sue conoscenze artistiche presso l'Aina Onabolu Modern Art nel 2005, iniziando a dipingere con acrilico ed olio nel 2006.
I suoi lavori sono realizzati a matita o carboncino e dipinge con vernice acrilica o ad olio su tela. 
La sua arte è esplicativa, ha funzione metalinguistica, parla da sé, in modo tale che il pubblico possa cogliere il significato delle opere ed apprezzarlo. 
Olawunmi Banjo si ispira alla natura, alle persone che la circondano, alle esperienze passate e presenti e alle opere di altri artisti, soprattutto dei maestri del Rinascimento. 
Recentemente i suoi lavori risultano fortemente influenzati dalla corrente artistica surrealista. 
Tuttavia Dio rimane ancor oggi la sua principale fonte d'ispirazione.
Olawumni è inoltre membro dell'associazione per la tutela degli artisti africani African Artists' Foundation

## Mostre, Eventi, Workshop e Concorsi
- 2010 - Organizzato ed esposto alla sezione femminile del Send forth Exhibition per ambasciatore degli Stati Uniti in Nigeria, il Dr. Robin Renee Sanders, presso il Nike Centre for Art and Culture, Lekki a Lagos.
- 2010 - 50 @ 50: Nigerian Women, the Journey so far, Abuja. L'evento è stato organizzato dalla Women for change Initiative.
- 2009 Espone allo Ikoyi Club 1938 nella sezione "Art of Golf" organizzato da A.A.R.C.
- 2009 - Espone al 2 ° Salone Annuale d'Arte "Fyne ArtDiction" Southern Sun Hotel Ikoyi, Lagos.
- 2009 - Espone Championship Cup, Ikoyi Club 1938, Lagos.
- 2009 - Esposto alla Fadan Fashion show, Lagos Civic Center. 2009.
- 2008 - Espone al 17 ° “Nigeria 2008 Art show and Art competition “Nigerian(s) At Work” organizzato dall'African Art Resource Center (AARC). National Museum, Onikan, Lagos. Vincendo il secondo posto
- 2008 - Espone al "The Nigerian Cup" Golf Tournament, Ikoyi Club 1938, Golf Section..
- 2008 -Partecipa alla ” Annual Art Exhibition ITA Foundation “Serendipity” at the Didi Museum. Victoria Island, Lagos.
- 2008 - Partecipa alla 4 ° posto alla Annual All Female Art Exhibition (Wiva Perspective), National Museum, Onikan Lagos. 2008.
- 2008 - partecipa 2 °Annual Art Exhibition “Beyond Imagination” Multimedia foundation of Artists. National Gallery of Art. Aina Onabolu Modern Art, Igamu Lagos.
- 2008 Partecipa al NAIJAZZ 2008 NAIJART Art Exhibition at Studio 868 Bishop Aboyade Cole.
- 2008 - Espone Eden fashion show at Didi Museum. Victoria Island, Lagos.
- 2008 - Espone al primo Art Expo Nigeria at the National Museum, Onikan Lagos.
- 2008 - partecipa a un workshop di graffiti (Lagos on my mind), organizzato e sostenuto dalla African Artists Foundation and British council “WAPI”
- 2008 - Partecipa a un workshop di graffiti alla 54 Raymond Njoku street Ikoyi; - Studio 868 Aboyade Cole; - 10th Lagos Book and Art Festival Exhibition at National Theatre, Iganmu, Lagos.